# Batchawana Bay Provincial Park
Batchawana Bay Provincial Park är en park i Kanada.   Den ligger i provinsen Ontario, i den sydöstra delen av landet, 700 km väster om huvudstaden Ottawa. Batchawana Bay Provincial Park ligger 179 meter över havet.
Terrängen runt Batchawana Bay Provincial Park är platt åt sydväst, men åt nordost är den kuperad. Trakten är glest befolkad. Det finns inga samhällen i närheten. 